# یواس‌اس گلنس (۱۸۶۳)
یواس‌اس گلنس (۱۸۶۳) (به انگلیسی: USS Glance (1863)) یک کشتی بود که طول آن 75' بود. این کشتی در سال ۱۸۶۳ ساخته شد.